# Accord bilatéral
Un accord bilatéral est un acte d'engagement de nature politique entre deux parties consentantes.
Il s'agit le plus souvent d'États, bien qu'il puisse s'agir d'autres types d'entités (une organisation internationale par exemple).

## Exemples
- Accord multilatéral sur l'environnement
- Accord multilatéral sur l'investissement
- Coopération internationale
- Traité d'assistance judiciaire mutuelle
- Convention fiscale
- Les accords d'Alger en 1975 réglèrent les problèmes territoriaux entre l'Iraq et l'Iran.
- Certains accords entre la Suisse et l'Union européenne[1] :
  - l'accord de libre-échange (ALE) de 1972 ;
  - l'accord sur les assurances de 1989 ;
  - les Accords bilatéraux I de 1999 ;
  - les Accords bilatéraux II de 2004.